# 유덕 (성릉후)
유덕(劉德, ? ~ 기원전 18년)은 전한 말기의 제후로, 평간경왕의 손자이다.

## 행적
아버지 유충의 뒤를 이어 성릉후(成陵侯)에 봉해졌다.
홍가 3년(기원전 18년), 동생이 계모와 간통하고, 또 공모하여 형을 죽였다. 유덕은 이를 알고도 모른 체하여, 죄를 받아 옥사하였다.

## 출전
- 반고, 《한서》 권15하 왕자후표 下

| 선대 아버지 성릉절후 유충 | 전한의 성릉후 ? ~ 기원전 18년 | 후대 (봉국 폐지) |